# 阿梅爾城足球會
阿梅爾城足球會（荷蘭語：Almere City FC），荷蘭職業足球會，現時於荷蘭甲組足球聯賽作賽。2023年6月11日，俱乐部首次成功升级进入荷甲。
球會於2001年成立，2011年之前名為安尼禾特足球會。

## 外部連結
- JupilerLeague.nl – official 荷乙官網 （荷兰文）
- KNVB.nl （页面存档备份，存于） – 官網KNVB （荷兰文） / （英文）
- League321.com （页面存档备份，存于） – Dutch 足球聯賽 tables, records & statistics database （英文）